# Stern-Combo Meißen
Stern-Combo Meißen (conosciuti anche come Stern Meißen o Stern Meissen) è una rock band tedesca fondata nel 1964 a Meißen. (Stern è il termine tedesco per stella.)

## Discografia
- 1977: Stern Combo Meißen
- 1978: Weißes Gold
- 1979: Der weite Weg
- 1981: Reise zum Mittelpunkt des Menschen
- 1982: Stundenschlag
- 1985: Taufrisch
- 1987: Nächte
- 1992: Rock aus Deutschland Ost Vol. 16 (Best Of-Compilation)
- 1996: Live
- 1996: Hits (Best Of-Compilation)
- 1999: Leben möcht ich
- 1999: Sachsendreier live
- 2004: 40 Jahre Stern-Combo Meißen
- 2007: Sachsendreier live – die Zweite
- 2009: Hits & Raritäten